# Archidiecezja Fuzhou
Archidiecezja Fuzhou (łac. Archidioecesis Fuceuvensis, chiń. 天主教福州总教区) – rzymskokatolicka archidiecezja ze stolicą w Fuzhou, w Chińskiej Republice Ludowej.

## Sufraganie archidiecezji Fuzhou
Sufraganiami archidiecezji Fuzhou są diecezje:
- Funing
- Tingzhou
- Xiamen

## Historia
W 1680 erygowano wikariat apostolski Fujianu. Dotychczas wierni z Fujianu należeli do wikariatu apostolskiego Kochinchiny (obecnie w Wietnamie).
Rozwój misji w ciągu pierwszego dwudziestolecia istnienia wikariatu apostolskiego Fujianu spowodował wydzielenie z niego kolejnych administratur. Powstały kolejno:
- 1687 - wikariat apostolski Guangdong-Kuangsi-Junnan (obecnie archidiecezja Kunming) obejmujący południowe Chiny
- 1687 - wikariat apostolski Zhejiangu i Jiangxi (obecnie diecezja Ningbo) obejmujący dotychczasowe północne i zachodnie tereny wikariatu apostolskiego Fujianu
- 1696 - wikariat apostolski Hubei i Hunanu (obecnie archidiecezja Hankou) na zachodnich terenach podległych dotychczas omawianej misji
- 15 października 1696 - wikariat apostolski Kuejczou (obecnie archidiecezja Guiyang) i wikariat apostolski Syczuanu (obecnie diecezja Chengdu) obejmujące południowo-środkowe Chiny.

W I połowie XVIII wieku katolików dotknęły prześladowania, które nie ominęły również wikariatu apostolskiego Fujianu. W tym okresie dwóch tutejszych ordynariuszy - bp Piotr Sans i Yordà OP i bp Franciszek Serrano OP, zostało aresztowanych i następnie zamordowanych przez władze. Znaleźli się oni wśród grupy 120 męczenników chińskich kanonizowanych przez Jana Pawła II w 2000.
3 października 1883 zmieniono nazwę na wikariat apostolski Północnego Fujianu.
3 grudnia 1883 odłączono część parafii, które utworzyły wikariat apostolski Amoy (obecnie diecezja Xiamen).
27 grudnia 1923 ponownie zmieniono nazwę na wikariat apostolski Fuzhou. Tego dnia odłączono prefekturę apostolską Tingzhou (obecnie diecezja Tingzhou) i wikariat apostolski Funing (obecnie diecezja Funing).
18 lipca 1929 utracono część terytorium na rzecz nowo powstałej misji “sui iuris” Shaowu (obecnie prefektura apostolska Shaowu), a 6 maja 1931 na rzecz misji “sui iuris” Jianningfu (obecnie prefektura apostolska Jian’ou).
W wyniku reorganizacji chińskich struktur kościelnych 11 kwietnia 1946 wikariat apostolski Fuzhou podniesiono do godności diecezji.
Z 1950 pochodzą ostatnie pełne, oficjalne kościelne statystyki. Archidiecezja Fuzhou liczyła wtedy:
- 40 525 wiernych (1,4% populacji)
- 39 księży (27 diecezjalnych i 12 zakonnych)

Od zwycięstwa komunistów w chińskiej wojnie domowej w 1949 archidiecezja, podobnie jak cały prześladowany Kościół katolicki w Chinach, nie może normalnie działać. Od 1958 arcybiskupstwem zarządzają księża Patriotycznego Stowarzyszenia Katolików Chińskich nominowani przez władze państwowe. Jednocześnie wiernych, kapłanów oraz uznawanych przez Stolicę Apostolską za prawowitych arcybiskupów Kościoła podziemnego spotykają prześladowania. Podział Kościoła w archidiecezji na oficjalny i podziemny trwają do dziś.
W 2020 archidiecezja liczyła ok. 300 000 wiernych, 120 księży i ponad 500 zakonnic. Uważana była wówczas za najbogatszą i najliczniejszą w Chińskiej Republice Ludowej, jednak ze względu na dużą liczbę katolików podziemnych w Chinach, jest to trudne do zweryfikowania.

## Ordynariusze Fuzhou
Od 23 stycznia 2025 biskupem jest Joseph Cai Bingrui, uważany za prawowitego arcybiskupa zarówno przez Stolicę Apostolską jak i chińskie władze.